# Cyrtodactylus stellatus
Cyrtodactylus stellatus — вид ящірок з родини геконових (Gekkonidae). Описаний у 2021 році.

## Поширення
Ендемік Таїланду. Поширений на острові Тарутао в Андаманському морі.

## Опис
Тіло завдовжки 86,3–95,9 мм у самців, та 86,6–96,1 мм у самиць, не враховуючи хвоста. Спина з розсіяним малюнком з білих горбків. Є чотири темні дорсальні смуги на тілі. 10–12 темних хвостових смуг чергуються з білими смугами.